# 奉天警察署旧址
奉天警察署旧址是奉天警察署在的总部大楼，其旧址位于中国辽宁省沈阳市中山路106号。2013年，成为第七批全国重点文物保护单位——沈阳中山广场建筑群项目之一。现为沈阳市公安局使用。

## 历史
奉天警察署大楼建于1929年9月10日。1945年，东北剿匪总司令部入驻大楼。1948年，大楼成为沈阳市公安局用房。

## 建筑
奉天警察署大楼由日本关东厅土木课设计。大楼建筑为日本官厅式风格地上3层，地下1层，建筑面积6440平方米，外立面贴土黄色面砖。